# Zsigmond Perényi (1870–1946)

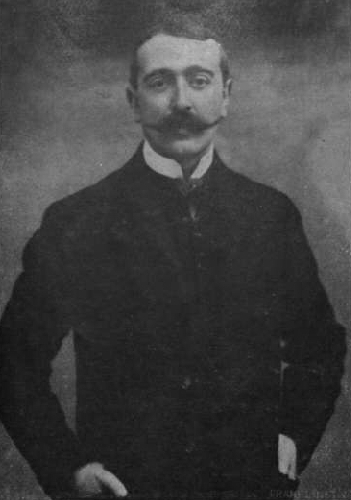
Zsigmond Perényi

Baron Zsigmond Perényi de Perény (Pest, 25 november 1870 – Boedapest, 18 maart 1946) was een Hongaars politicus, die de functie van minister van Binnenlandse Zaken uitoefende in 1919. Ten tijde van de Hongaarse Radenrepubliek werd hij gearresteerd door de communisten. Van juni 1939 tot september 1940 was hij gouverneur van Karpato-Roethenië, dat toen door Hongarije was geannexeerd. Als kroonwachter was hij lid van het Magnatenhuis, het Hongaarse hogerhuis, waarvan hij in 1943 en 1944 voorzitter was. In 1944 legde hij echter dit ambt neer, uit protest tegen het aanstellen van de regering van Ferenc Szálasi, die deel uitmaakte van de fascistische Pijlkruisers.
Hij was de kleinzoon van Zsigmond Perényi sr., die in 1849 ook voorzitter van het Magnatenhuis was.